# DOODLES
DOODLES（ドゥードゥルズ）は、1996年に寺島暁子によって、東京で結成された日本のロックバンド。

## 概要
最初はVo.Key寺島暁子、Dr,Cho柴田奈緒、G、Cho荒井歩、Cho室井麻里の4人編成ではじめる。
1997年に初の8曲入りカセット「Candy」製作（現在は製作終了）。のち1999年より G.Vo.とGのツインギター編成になり、2000年秋2曲入りカセット「嘘でもいいから」、2001年春にPurifivaより6曲入り CDR「disc　one」発表。
その後2002年3月、B.の室井麻里脱退。同年5月、Gの荒井歩が脱退。現在のメンバーになる。8月にはアルケミーレコードのオムニバス「The Night Gallery」に2曲参加。11月にギューンカセットから7曲入りアルバム「いき」を発表。同月発表のギューンカセット+美音堂からの加藤和彦トリビュート・アルバム2枚組CDにも「さようなら」で一曲参加。またVo.Gの寺島は2003年春頃からJOJO広重のバックバンドにサポートGとして参加、2003年9月発表のJOJO広重「怒鳴り散らすぼくの声はあまりにも小さい」に2曲参加。2004年にはセカンドアルバム「のこり」をアルケミーレコードから発表した。
Drの柴田は2001年から千早聡とのバンド、チハヤトシバタでの活動のほか、同上JOJO広重の非常階段で2003年11月からDrとして参加。またINISIEや川口雅巳ニューロックシンジケイトでもドラマーを担当している。しかし2006年春、柴田がDOODLESでの活動を休止。現在はDOODLES名義ではなくあみのめ(寺島暁子＋利光雅之)での演奏活動が多い。